# Chalcoscirtus tanasevichi
Chalcoscirtus tanasevichi es una especie de araña araneomorfa del género Chalcoscirtus, familia Salticidae. Fue descrita científicamente por Marusik en 1991.
Se distribuye por Turquía, Cáucaso, Rusia (de Europa a Siberia Occidental), Irán, Kazajistán y Asia Central. El cuerpo del macho mide aproximadamente 3,6-3,9 milímetros de longitud; el prosoma de la hembra mide 1,65 milímetros.